# Lista över fornlämningar i Östhammars kommun (Forsmark)
Lista över fornlämningar i Östhammars kommun (Forsmark) är en förteckning av ett urval av de fornlämningar som finns i Forsmark i Östhammars kommun.
| Namn                              | Lämningstyp         | Tillkomsttid | Historisk indelning | Plats | Läge                 | ID-nr          | Bild                                 |
| --------------------------------- | ------------------- | ------------ | ------------------- | ----- | -------------------- | -------------- | ------------------------------------ |
| Forsmark 11:1                     | Röse                |              | Forsmark, Uppland   |       | 60.376068, 18.184505 | 10022400110001 | Ladda upp en bild av detta fornminne |
| Forsmark 13:1                     | Gravfält            |              | Forsmark, Uppland   |       | 60.398296, 18.134002 | 10022400130001 | Ladda upp en bild av detta fornminne |
| Forsmark 16:1                     | Röse                |              | Forsmark, Uppland   |       | 60.377032, 18.019220 | 10022400160001 | Ladda upp en bild av detta fornminne |
| Bystan (Forsmark 33:2)            | Gravfält            |              | Forsmark, Uppland   |       | 60.390159, 18.077697 | 10022400330002 | Ladda upp en bild av detta fornminne |
| Forsmark 34:1                     | Stensättning        |              | Forsmark, Uppland   |       | 60.389382, 18.079974 | 10022400340001 | Ladda upp en bild av detta fornminne |
| Forsmark 35:1                     | Stensättning        |              | Forsmark, Uppland   |       | 60.370741, 18.187099 | 10022400350001 | Ladda upp en bild av detta fornminne |
| Finnrudan (Forsmark 37:1)         | Lägenhetsbebyggelse |              | Forsmark, Uppland   |       | 60.379507, 18.131714 | 10022400370001 | Ladda upp en bild av detta fornminne |
| Forsmark 42:1                     | Stensättning        |              | Forsmark, Uppland   |       | 60.388889, 18.089409 | 10022400420001 | Ladda upp en bild av detta fornminne |
| Skyttgårdarna (Forsmark 47:1)     | Lägenhetsbebyggelse |              | Forsmark, Uppland   |       | 60.395372, 18.066906 | 10022400470001 | Ladda upp en bild av detta fornminne |
| Forsmark 52:1                     | Stensättning        |              | Forsmark, Uppland   |       | 60.385553, 18.048087 | 10022400520001 | Ladda upp en bild av detta fornminne |
| Tranbo (Forsmark 53:1)            | Lägenhetsbebyggelse |              | Forsmark, Uppland   |       | 60.383865, 18.016759 | 10022400530001 | Ladda upp en bild av detta fornminne |
| Forsmark 55:1                     | Stensättning        |              | Forsmark, Uppland   |       | 60.387160, 18.000365 | 10022400550001 | Ladda upp en bild av detta fornminne |
| Forsmark 58:1                     | Gravfält            |              | Forsmark, Uppland   |       | 60.383929, 17.994861 | 10022400580001 | Ladda upp en bild av detta fornminne |
| Skällerö (Forsmark 59:1)          | Lägenhetsbebyggelse |              | Forsmark, Uppland   |       | 60.397388, 18.017943 | 10022400590001 | Ladda upp en bild av detta fornminne |
| Forsmark 61:1                     | Stensättning        |              | Forsmark, Uppland   |       | 60.339760, 17.979493 | 10022400610001 | Ladda upp en bild av detta fornminne |
| Forsmark 62:1                     | Gravfält            |              | Forsmark, Uppland   |       | 60.339488, 18.010899 | 10022400620001 | Ladda upp en bild av detta fornminne |
| Forsmark 64:1                     | Stensättning        |              | Forsmark, Uppland   |       | 60.369120, 18.043094 | 10022400640001 | Ladda upp en bild av detta fornminne |
| Forsmark 66:1                     | Begravningsplats    |              | Forsmark, Uppland   |       | 60.370805, 18.157261 | 10022400660001 | Ladda upp en bild av detta fornminne |
| Per-Hans (Perhas) (Forsmark 67:1) | Lägenhetsbebyggelse |              | Forsmark, Uppland   |       | 60.345810, 18.030227 | 10022400670001 | Ladda upp en bild av detta fornminne |
| Forsmark 88:1                     | Röse                |              | Forsmark, Uppland   |       | 60.385249, 18.152367 | 10022400880001 | Ladda upp en bild av detta fornminne |
| Forsmark 88:2                     | Stensättning        |              | Forsmark, Uppland   |       | 60.385178, 18.152350 | 10022400880002 | Ladda upp en bild av detta fornminne |
| Forsmark 88:3                     | Stensättning        |              | Forsmark, Uppland   |       | 60.385108, 18.152341 | 10022400880003 | Ladda upp en bild av detta fornminne |
| Forsmark 88:4                     | Röse                |              | Forsmark, Uppland   |       | 60.385046, 18.152424 | 10022400880004 | Ladda upp en bild av detta fornminne |
| Forsmark 106:1                    | Stensättning        |              | Forsmark, Uppland   |       | 60.430981, 18.103150 | 10022401060001 | Ladda upp en bild av detta fornminne |